# カール・グスタフ・フォン・ローゼン
カール・グスタフ・エリクソン・フォン・ローゼン（Carl Gustaf Ericsson von Rosen、1909年8月19日 - 1977年7月13日）は、スウェーデンの貴族で飛行家。爵位は伯爵。探検家、飛行家のエリック・フォン・ローゼン（en:Eric von Rosen）と、マリー・フォン・フォック（en:Mary von Rosen：ヘルマン・ゲーリングの最初の妻カリンの姉）との間に産まれた。

## 生涯

### 若年期
ローゼンは、スウェーデン、セーデルマンランド地方のヘルゲスタ（Helgesta）に産まれた。
彼は幼いころから機械に興味を持ち、特に航空機に魅せられた。これには、フィンランド空軍設立に足跡を残した父、第一次世界大戦のエースで、後にドイツ空軍のトップとなった叔母の夫、ヘルマン・ゲーリングの影響もあっただろうと思われる。ローゼンはまず、整備士としてその航空歴をスタートさせ、後に各地をめぐる空中サーカス団のパイロットに転じた。ここで彼は、後々彼を大いに助ける、アクロバティック飛行のスキルを身につけた。

### 戦間期から第二次世界大戦

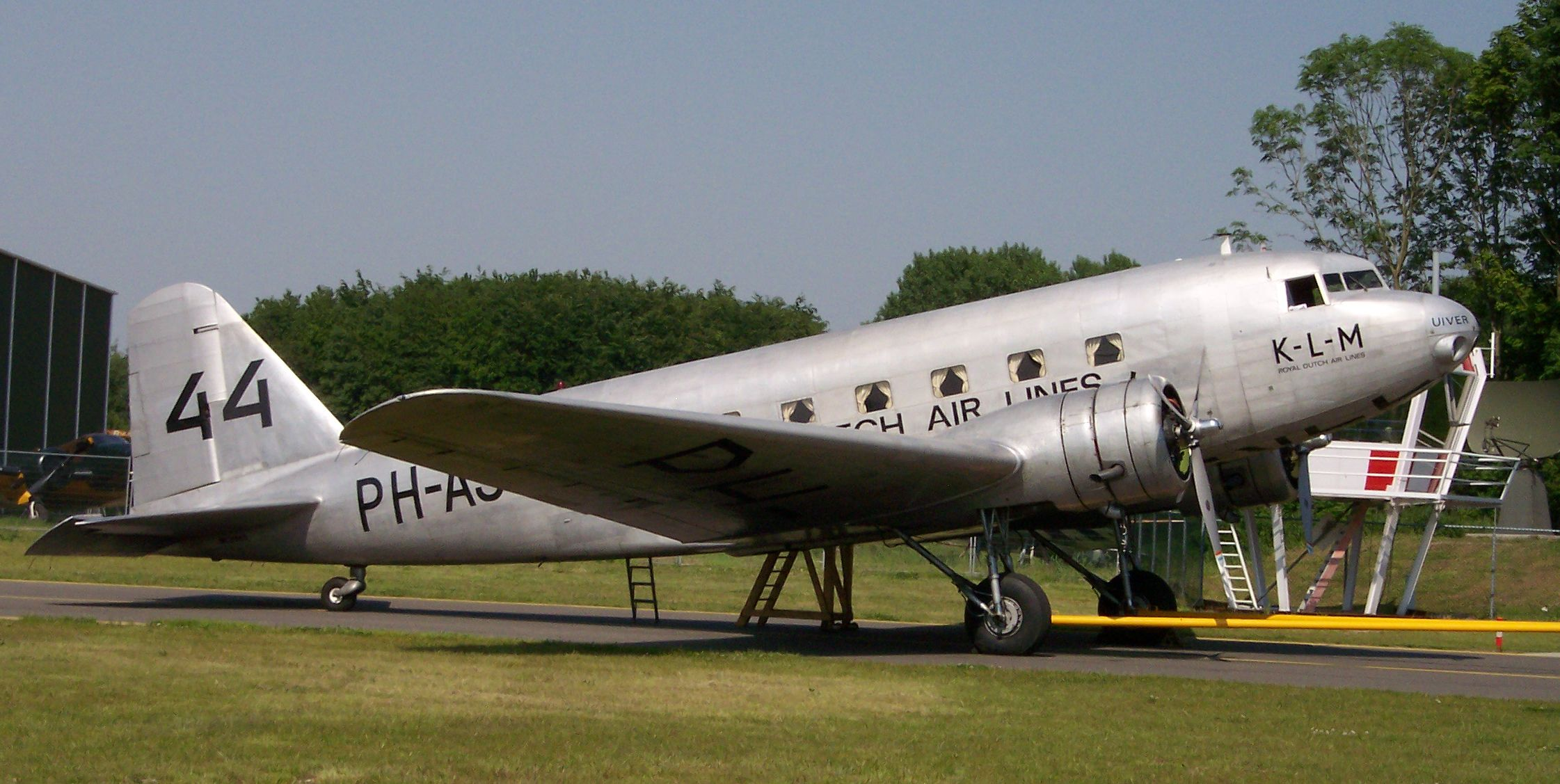
ダグラスDC-2

ムッソリーニ政権下のイタリア王国がエチオピア帝国に進攻すると（第二次エチオピア戦争）、ローゼンは赤十字による救援物資空輸活動に加わった。ローゼンはイタリア空軍による幾度かの攻撃と、厳しい地理環境下を生き残った。
エチオピアでの戦争から帰還すると、彼は世界で最初の民間航空会社であるKLM航空で働くためにオランダに赴き、やがてKLMの一流のパイロットとなった。ローゼンはオランダ人の妻と結婚したが、彼らの幸せな生活は第二次世界大戦の勃発によって終わりを迎える。ソビエト連邦がフィンランド進攻を企て、冬戦争が始まると、ローゼンはKLMの職を投げ出し、フィンランドを支援するため義勇兵を志願する。彼はDC-2旅客機を購入して爆撃機に改造。さらに、この「爆撃機」を護衛するためにコールホーフェン社が倉庫に死蔵していたFK52戦闘機を2機購入した。FK52はフィンランド空軍に編入されて活躍し、DC-2改造爆撃機（ハンシン・ユッカ号と名付けられた）は、ローゼンの操縦の下、単独でソ連軍飛行場への爆撃飛行を行った後、輸送機となった。1年後、ドイツがオランダを攻撃すると、彼は今度はイギリスに赴き、イギリス空軍に志願したが、ヘルマン・ゲーリングとの縁戚関係にあることからこれは却下されてしまった。このためローゼンはKLMにもどって、当時危険な空路となっていたロンドン－リスボン間の飛行に従事した。

### 第二次世界大戦後
戦後、ローゼンはエチオピア空軍の教官として数年を過ごし、その後国連事務総長、ダグ・ハマーショルドのパイロットとなった。なお、ハマーショルドがコンゴ動乱の調停中に航空機事故（撃墜説あり）で死亡したのは、ローゼンが病気療養のため地上に降りていた際の出来事だった。
ローゼンとアフリカの関わりは、コンゴ動乱で終わったわけではなかった。7年後、ローゼンはナイジェリアからの独立を宣言したビアフラ共和国を救援する援助団のため、飛行活動を行い国際的な名声を得た（ビアフラ戦争）。この際に、ビアフラに困窮を強い、空軍によって救援飛行にたびたび妨害をくわえてきたナイジェリア政府に対して腹を据えかねたローゼンは、フランスの情報当局と協同し、反撃にでることにした。ローゼンは5機のスウェーデン製の単発軽飛行機マルメ MFI-9を入手した。彼はこの飛行機が、戦時には攻撃機としても使えるように設計されていることを知っており、ローゼンはこの飛行機を迷彩色に塗装し、ロケット弾ポッドを取り付けて、仲間の一団とともに、“Babies of Biafra”と呼ばれる航空隊を結成した。そして、ビアフラの民間人を攻撃するナイジェリア空軍機の基地を攻撃することとした。1966年5月22日から数日にわたって、ローゼン率いる5機の飛行隊は、ポートハーコート、エヌグほかのナイジェリア空軍飛行場を攻撃、不意をつかれたナイジェリア軍は、数機のMiG-17戦闘機や6機しかないIl-28爆撃機のうち3機など、貴重なジェット機戦力を地上で破壊された。
ローゼン伯爵最後の地はやはりアフリカであった。1977年、オガデン戦争に先だって発生していたエチオピアとソマリアの紛争でのことである。再び難民の救援飛行を行っていたローゼンは、1977年7月13日、ゴーデ（en）郊外がソマリア人ゲリラの襲撃を受けた際、地上にて殺害された。

## 註
1. ↑  この活動中にマルセル・ジュノーと出会っている（ジュノーの回想録にローゼンと出会ったことが記されている）
2. ↑  Gary Brecher. Biafra: Killer Cessnas and Crazy Swedes 15 October 2004.